# Silene coniflora
Silene coniflora là loài thực vật có hoa thuộc họ Cẩm chướng. Loài này được Nees ex DC. miêu tả khoa học đầu tiên năm 1824.